# 이슬람 성서
이슬람 성서는 꾸란 이전의 사람들을 포함하여 다양한 선지자와 메신저를 통해 하나님(알라)이 저술했다고 하는 점에서 무슬림이 타당한 신성한 의미를 갖는 것으로 간주하는 특정 종교 경전이다. 유효한 계시로 간주되는 종교 문헌 그룹 중에서 꾸란에 이름으로 언급된 세 가지는 이스라엘 자손의 선지자와 사자가 받은 타우랏(Tawrat)이다. 다윗이 받은 자부르(시편), 그리고 예수님께서 받으신 복음으로 주장된다. 또한 꾸란은 하나님께서 아브라함의 두루마리와 모세의 두루마리를 계시하신 것을 언급한다.
무슬림은 무함마드에게 계시된 꾸란이 하나님이 인류에게 주신 마지막 계시이며, 따라서 성경과 같은 이전 경전의 완성이자 확증이라고 믿는다. 이러한 맥락에서 무슬림들이 꾸란을 최우선으로 여기고 있음에도 불구하고, 초기 아브라함 경전의 타당성에 대한 믿음은 이슬람 신앙의 6개 조항 중 하나이다. 그러나 대부분의 자칭 무슬림의 경우 이러한 신앙의 수준은 타흐리프(tahrif) 개념에 의해 제한된다.
꾸란 벨카타브의 해석(tafsir al-Qur'an bi-l-Kitab, 아랍어: تвسير القرآن بالكتاب)의 이슬람 방법론은 꾸란을 성경으로 해석하는 것을 의미한다. 이 접근 방식은 꾸란 읽기에 대한 해석적 깊이를 밝히고 추가하기 위해 타우랏(Tawrat)과 인질(Injil)을 포함한 아랍어 표준 성경 버전을 채택한다. 꾸란 본문과 함께 성경 본문을 엮은 유명한 이슬람 무파시룬(평론가)으로는 알안달루스의 아부 알 하캄 아브드 알 살람 빈 알 이스빌리와 이브라힘 빈 우마르 빈 하산 알 비카(Umar bin Hasan al-Biqa'i)가 있다.

## 같이 보기
- 이슬람의 예언자
- 순나